# Susanne Steinmaßl
Susanne Steinmaßl (* 1985 in Freilassing) ist eine deutsche Regisseurin und Videokünstlerin.

## Leben
Steinmaßl besuchte das Gymnasium Laufen. Sie studiert Dokumentarfilm-Regie an der Hochschule für Fernsehen und Film München und Medienkunst bei Julian Rosefeldt. Zuvor studierte sie Literaturwissenschaften, Philosophie und Politologie an der Ludwig-Maximilians-Universität München. Ihre Arbeiten laufen national und international auf Festivals, in Ausstellungen und Galerien (u. a. Kurzfilmtage Oberhausen, MIEFF Moskau, Kunstverein München, KINO DER KUNST, Digital Choc Tokyo, DOK Leipzig). Ihr Film AN TON KAUN feierte 2015 Weltpremiere auf den 61. Internationalen Kurzfilmtagen Oberhausen und gewann dort den 3sat-Förderpreis. Ihre Musikvideos, u. a. für Aloa Input, wurden in dem Band »After YouTube – Gespräche, Portraits, Texte zum Musikvideo nach dem Internet« besprochen (Hg. Internationale Kurzfilmtage Oberhausen).
Für ihre Arbeit „The Future is not Unwritten“ – ein unendlicher Smart Film über Künstliche Intelligenz und Transhumanismus – erhielt sie 2017 das Medienkunst-Stipendium der KIRCH-Stiftung und der Hochschule für Fernsehen und Film München. Seitdem stellt sie die Arbeit international aus: u. a. in Tokio auf Einladung des Goethe Instituts Tokio, 2019 auf der DLD Conference in München und auf Einladung von Lufthansa in Austin (TX) auf dem SXSW-Festival.
Steinmaßl entwarf im Rahmen des Medienkunst-Stipendiums der KIRCH Stiftung und der Hochschule für Fernsehen und Film München einen unendlichen Smart Film namens The Future Is Not Unwritten, der zusammen mit einer Künstlichen Intelligenz erzählt wird und vom Ende des Mensch-Seins erzählt. Der Film wurde unter anderem auf dem Dok Leipzig, dem SXSW-Festival in Austin, Texas und der Digital-Life-Design-Konferenz in München ausgestellt.
Seit 2018 arbeitet sie auch als Videokünstlerin für Oper und Theater, unter anderem für das 10-Stunden-Antiken-Stück Dionysos Stadt an den Münchner Kammerspielen mit Christopher Rüping. Dionysos Stadt wurde 2019 zum Theatertreffen nach Berlin eingeladen. Seit 2021 wird sie von der Theater- und Medien-Agentur Schaefersphilippen vertreten.
Seit 2025 Professorin an der Mozarteum Universität in Salzburg.

### Filmographie (Auswahl)
- 2014: Das Klaus Lemke Prinzip, ein Magazinbeitrag von Felix Herrmann und Susanne Steinmaßl
- 2014: Clouds So Far, Musikvideo für Aloa Input, Morr Music[8]
- 2015: An Ton Kaun, experimenteller Kurzfilm von Susanne Steinmaßl[9], 3sat-Förderpreis 2015, Internationale Kurzfilmtage Oberhausen[10]
- 2015: Dis Connect Utopia, Jessica Dettinger Fashionfilm in Co-Regie mit Jovana Reisinger
- 2016: Perry, Musikvideo für Aloa Input[11], Special Mention MuVi Award 2016, Internationale Kurzfilmtage Oberhausen[12]
- 2016: The Show Show, experimenteller Kurzfilm von Susanne Steinmaßl und Julia Fuhr Mann[13]
- 2017: The Future Is Not Unwritten, unendlicher Smart Film über Künstliche Intelligenz und Transhumanismus von Susanne Steinmaßl[14]
- 2017: Intimität, Musikvideo für die Indie-Rock-Band Candelilla[15]
- 2017: Reality, Musikvideo für Tiger Tiger[16]
- 2019: Dreamt Of The Death Of A Friend für Angela Aux (Trikont Musikverlag)[17]
- 2020: Forbidden Beauty, Festival Trailer für KINO DER KUNST[18]
- 2021: Introduction to the Future Self, 90-minütiges Video für die transmediale Erzählung von Angela Aux, in Kooperation mit Moby Digg[19]

### Arbeiten an Oper und Theater
- 2024: Der Zähmung Widerspenstigkeit, Deutsches Theater Berlin, von Katja Brunner nach Motiven von William Shakespeare, Regie Pınar Karabulut[20]
- 2021: Introduction to the Future Self von Angela Aux II an den Münchner Kammerspielen, Video von Susanne Steinmaßl in Kooperation mit Moby Digg[21]
- 2021: Glaube, Liebe, Hoffnung an der Staatsoper Stuttgart, Idee/Konzept/Realisation: Ingo Gerlach, André de Ridder, Susanne Steinmaßl, Marco Štorman, Demian Wohler[22]
- 2021: Der Sprung vom Elfenbeinturm an den Münchner Kammerspielen, nach Texten von Gisela Elsner, in einer Fassung von Pınar Karabulut und Mehdi Moradpour, Regie: Pınar Karabulut, Video: Susanne Steinmaßl[23]
- 2018: Panikherz von Benjamin von Stuckrad-Barre, in einer Bearbeitung von Christopher Rüping am Thalia Theater Hamburg.[24]
- 2018: Dionysos Stadt von Christopher Rüping an den Münchner Kammerspielen.[25]